# Легостаев, Илья Станиславович
Илья́ Станисла́вович Легоста́ев (род. 30 мая 1970, Реутов, Московская область, РСФСР, СССР) — российский журналист, музыкальный критик и телеведущий. В настоящее время является редактором отдела «Светская жизнь» в газете «Московский комсомолец», ведёт рубрику «ТелеБульвар» и рубрику «Звуковая дорожка» совместно с Артуром Гаспаряном.

## Биография
Родился 30 мая 1970 года в Реутове Московской области. Окончив Московский государственный строительный университет по специальности «инженер», прослужил год в армии.
В 1992 году начал работать обозревателем рубрики «Звуковая дорожка» в газете «Московский комсомолец», где продолжает публиковать статьи на протяжении более двадцати лет. 
В 1997—2020 годах занимал должность главного редактора журнала «МК-Бульвар». С 2013 по 2016 год совмещал должности главного редактора журнала «МК-Бульвар» и женского портала о светской жизни WomanHit.ru, выходящего под брендом «Московского комсомольца».
Дебютировал на телевидении в 1993 году в качестве корреспондента программы «Музобоз», через год стал одним из ведущих «Постмузыкальных новостей». 
С 1995 по 1998 год был ведущим ток-шоу «Акулы пера» на телеканале ТВ-6; вернулся на эту роль, когда передачу реанимировал интернет-канал TV Jam (2009—2010, 2012). В 1999 году стал лауреатом премии «Овация».
В 2000-е годы вёл программы «Le-Go-Go», «Диск-канал» и «Ваша музыка» на ТВ-6, «Афиша» (НТВ, РТР и СТС), «Доброе утро, Россия!» на канале «Россия», «Серебряный диск» на ТВЦ, «Утро» на НТВ, «Про кино» на ТВ-3, был музыкальным экспертом премий «Чартова дюжина» и RAMP. 
С сентября 2012 по декабрь 2018 года вёл тематическо-направленные передачи на телеканале «Москва. Доверие» — «Мелодии и ритмы», «Клипопанорама», «Песня с историей».
С января 2017 по июнь 2018 года сотрудничал с каналом «Мир», где последовательно вёл две программы — «Звезда в подарок» и «Достучаться до звезды».

## Личная жизнь
Женат. Супруга — Татьяна Легостаева. В семье Легостаевых — две дочери, старшая Дарина и младшая — Полина.
Придерживается вегетарианства.